# Nar
En nar er enten en person, der underholder ved at gøre grin, eller som opfører sig tåbeligt.

## Nar som underholder og gøgler
En hofnar var tidligere en udklædt klovn eller gøgler ved et kongeligt eller fyrsteligt hof. Oprindelsen er usikker, men hofnarre omtales både i Oldtidens Grækenland og i den muslimske kultur. En nar kunne også rejse rundt med gøglertrupper.
Narren er som gøgler eller joker kendt for sit frisprog. En person der har ret til offentligt "at bringe til Torvs", hvad andre ikke ustraffet må ytre sig om.
Narren som underholder er beslægtet med klovnen og komikeren.

## Nar som skældsord
Betegnelsen nar bliver i dag brugt som skældsord om en naragtig person, det vil sige en indbildsk eller dum.

## Narren i kunst, kultur og filosofi
Narren er et hyppigt tema i kunst og kultur:
Harlekin (fra italiensk Arlecchino) er en af hovedpersonerne i klassisk commedia dell'arte med rødder tilbage til atellansk farce, opkaldt efter Atella ved Napoli og populær i Romerrigetfra omkring 200 f.Kr. Det var lavkomik, opført som maskespil med faste scener, intriger og personer. Oprindeligt var Harlekin en komisk tjenerfigur fra Bergamo, men blev i 1600-tallet udstyret med en dæmonisk halvmaske og et kort træsværd (brix) i bæltet
Sebastian Brant var en tysk humanist og satiriker. Han er kendt for sin satire Das Narrenschiff. Bogen om narreskibet er fra 1494 og viser på samtidens dyder og laster.
Pjerrot er en klovn, der er omkring 400 år gammel. Han kommer fra Lilleasien, men fik en renæssance i Italien omkring 1500, hvor han optrådte i Commedia dell'arte.
I Ingmar Bergmans film Gøglernes Aften (1953) er der flere scener med narre og gøglere.
Den franske filosof Michel Foucault benytter i sin bog Galskabens historie et billede af narreskibet til at illustrere den status, de galehavde i middelalderen.
William Cooks bog Age of fools fra 2013 er et forsøg på at omtænke vores samfund ved at hævde, at vi er i eller på vej ind i narrenes tidsalder. På den måde er bogen et stærkt bud på nødvendigheden af humanismen
Jokeren er en fiktiv superskurk fra Batman-tegneserier og filmene. Han er en ond forbryder med hang til det teatralske. På en måde kan han kaldes Batmans onde modstykke og er da også Batmans ærkefjende. Jokeren er let genkendelig med sit klovneagtige hvide hoved, grønne hår og hysteriske latter. I 2019 udkom hans første solofilm, Joker, der er instrueret af Todd Phillips, og med Joaquin Phoenix i hovedrollen som Arthur Fleck. I 1981 bor festklovn og håbende stand-up komiker Arthur Fleck med sin mor, Penny, i Gotham City. Gothams samfund er fyldt med kriminalitet og arbejdsløshed, hvilket efterlader dele af befolkningen efterladte og fattige. Arthur lider af en medicinsk forstyrrelse, der får ham til at grine på upassende tidspunkter og afhænger af de sociale myndigheder for at få medicin.